# Logo společnosti Apple

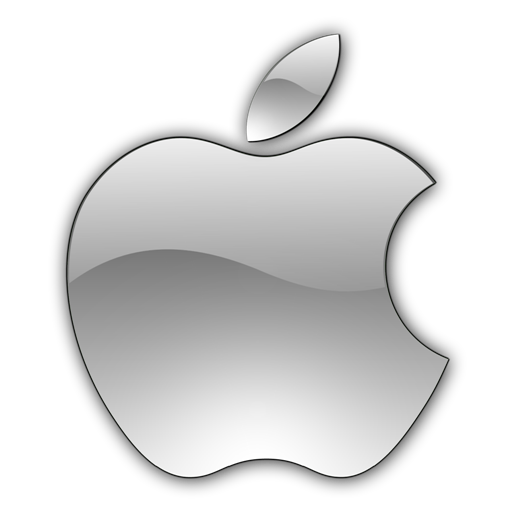
Apple logo

První logo používané společnosti Apple, nakreslil jeden ze zakladatelů, Ronald Wayne, v roce 1976. Ukazovalo Isaaca Newtona sedícího pod jabloní a celý obraz byl ovinut stuhou, na které bylo napsáno Apple Computer co. S příchodem počítače Apple II, v roce 1977, požádal Steve Jobs, který si byl věděm toho, že takovéto logo není možné používat na produkty, Roba Janoffa o vytvoření nového loga společnosti.

## Výrazové prostředky
Původní logo Roba Janoffa mělo podobu nakousnutého jablka vyplněného barevnými pruhy, které je známo jako „Rainbow Apple,“ neboli „duhové jablko.“
Apple je pravděpodobně jedinou společností, která nechce ve svém logu jméno společnosti a název Apple se neuvádí nikde, ani na výrobcích, ani na obchodech a přitom i z dálky každý pozná komu „nakousnuté jablko“ patří.
Celé logo je vytvořeno ve zlatém řezu a použité průměry kružnic, ze kterých se jablko skládá, jsou z Fibonacciho posloupnosti. Například kružnice vykousnutí jablka má průměr 8, stejně tak kružnice, ze kterých se skládá stopka a bubák jablka. Kružnice, která je mezi bubákem a prohlubní pro stopku má průměr 13 a najdeme zde i další.
Spoustu otázek vyvolává i nakousnutí jablka. Např. anglický výraz pro kousnutí je „bite“ a počítačová informace má jednotku 1bit a spojuje se do 8 bitů, které tvoří 1 byte. V angličtině se bite a byte čtou stejně. Toto tvrzení však odmítá sám Janoff, který říká, že nakousnutí bylo použito hlavně z důvodu, aby si nikdo nespletl jablko třeba s rajčetem.
Barevné pruhy byly použity jako trend té doby a jejich pořadí není na ničem závislé. Janoff je prostě skládal tak, jak si myslel, že by měly být.

## Komunikace
Jobs chtěl pouze, aby logo nebylo roztomilé a Janoff chtěl logo, barevné a jednoduché, prostě takové, aby vystihlo tuto revoluční firmu.
Původní logo Apple bylo velmi složité na pochopení, ale toto jednoduché logo vnutí každému název firmy, aniž by tam musel být napsán, čehož Apple také využívá a umísťuje, aniž by připisoval název firmy.
V této podobě pravděpodobně odkazuje na objev gravitace (jablko) a separaci světla (barevné pruhy), kterou provedl Issac Newton. Je pravděpodobné, že logo má odkazovat i na „ovoce ze stromu poznání“ z příběhu Adama a Evy, neboť Apple II měl být převratný počítač s barevnou obrazovkou, což je také jeden z možných důvodů použití barevných pruhů, další by také mohl být zpřístupnění počítače každému, zejména mladým lidem, protože Jobs chtěl dostat počítače do škol.
Toto nové logo bylo možné umístit bez problémů, ve zmenšené podobě, na výrobky firmy, protože neobsahovalo žádné zbytečné detaily.

## Ekonomické aspekty
Zakázku na nové logo Apple dostal Rob Janoff, který působil jako Art director v agentuře Regis McKenna, která je známá tím, že v 70. a 80. letech pomáhala začínajícím firmám v Silicon Valley s marketingem, v lednu 1977.
Jediným zadáním o Steva Jobse bylo pouze: „Hlavně, ať to není roztomilé.“ První co udělal Janoff po obdržení zakázky bylo, že šel do hypermarketu, koupil si tašku jablek a nakrájel je. Celé hodiny pak zíral na nakrájená jablka a nakonec vytvořil monochromatické 2D jablko, které bylo nakouslé z pravé strany. Janoff chtěl udělat jablko „pestřejším,“ ale to se nelíbilo jeho šéfovi, který chtěl, aby bylo černé a ušetřily se tak náklady na tisk.
Ještě při výsledné prezentaci Jobsovi, nebyli všichni členové tvůrčího týmu sjednoceni a dokonce poukazovali na to, že když si firma nechá vytisknout propagační materiály s barevným logem s předstihem, mohlo by se stát, že zkrachuje dřív, než stihne něco vyrobit. Jobs však argumentoval tím, že barva je klíčem k humanizaci společnosti a rozhodl se pro verzi s barevnými pruhy. Sám Janoff přiznává, že se bál myšlenky přivedení počítačů do domácností. Většina počítačových produktů, v té době, měla velmi technické názvy, takže Apple a ještě k tomu barevný, měl přivést počítače do života normálního člověka.

## Prezentace
Poprvé bylo logo ukázáno společně s představením počítače Apple II
1979. Od té doby došlo k pár změnám, ale tvar je stále původní. Logo Rainbow Apple bylo používáno až do roku 2001, kdy bylo změněno s příchodem operačního systému Mac OS X 10 na Aqua Apple, protože nový operační systém přišel s novým grafickým prostředím Aqua. Poslední změna nastala v roce 2003, kdy s příchodem Mac OS X 10.3 Panther dostalo logo „skleněný“ vzhled.
Poprvé se Rainbow Apple objevil na počítači Apple II a již v té době doprovázel logo pouze název počítače a na ostatních produktech, reklamních materiálech a kamenných obchodech, se logo zobrazuje bez názvu společnosti.
Apple si dává velký pozor, kde se jejich logo ukazuje a k čemu se používá. Jsou velmi hákliví na zobrazování jejich loga na výrobcích jiných firem.
I autorizovaní prodejci, Apple Premium Reseller a Apple Authorized Reseller, kteří mají povolení k prodeji výrobků Apple a používání jejich loga, musejí splňovat vysoké požadavky na kvalitu prodeje a vzhled samotného obchodu.

## Mediální a společenský dopad
Již od uvedení loga v dubnu roku 1977 se logo stalo neodmyslitelné součástí společnosti. Stalo se symbolem pro počítačovou revoluci. Pro spoustu lidí je „nakousnuté jablko“ symbolem pro kvalitní, uživatelsky příjemné a možná i luxusní produkty. Každý si s logem spojí i „čistý design“, který firma používá u svých výrobků a ve svých Apple Storech.
Společnost se rozdělila na dva tábory. Ti kteří logo milují a ti, kteří logo nesnáší. Jedněm připomíná inovaci, jiným zase jen zbytečně předraženou značku.
Dalo by se také říct, že Rainbow Apple bylo jedno z prvních log, které používalo více barev a tisklo se tak na propagační materiály, což do té doby byly nepředstavitelně vysoké náklady, ale bylo potřeba na lidi zapůsobit barvou, a tak bylo použito.
Rob Janoff ještě se společností Apple několikrát spolupracoval při dalších reklamních kampaních, které také velmi zapůsobily na lidi a pomohly tak dostat počítače do domácností a do škol.